# Щит

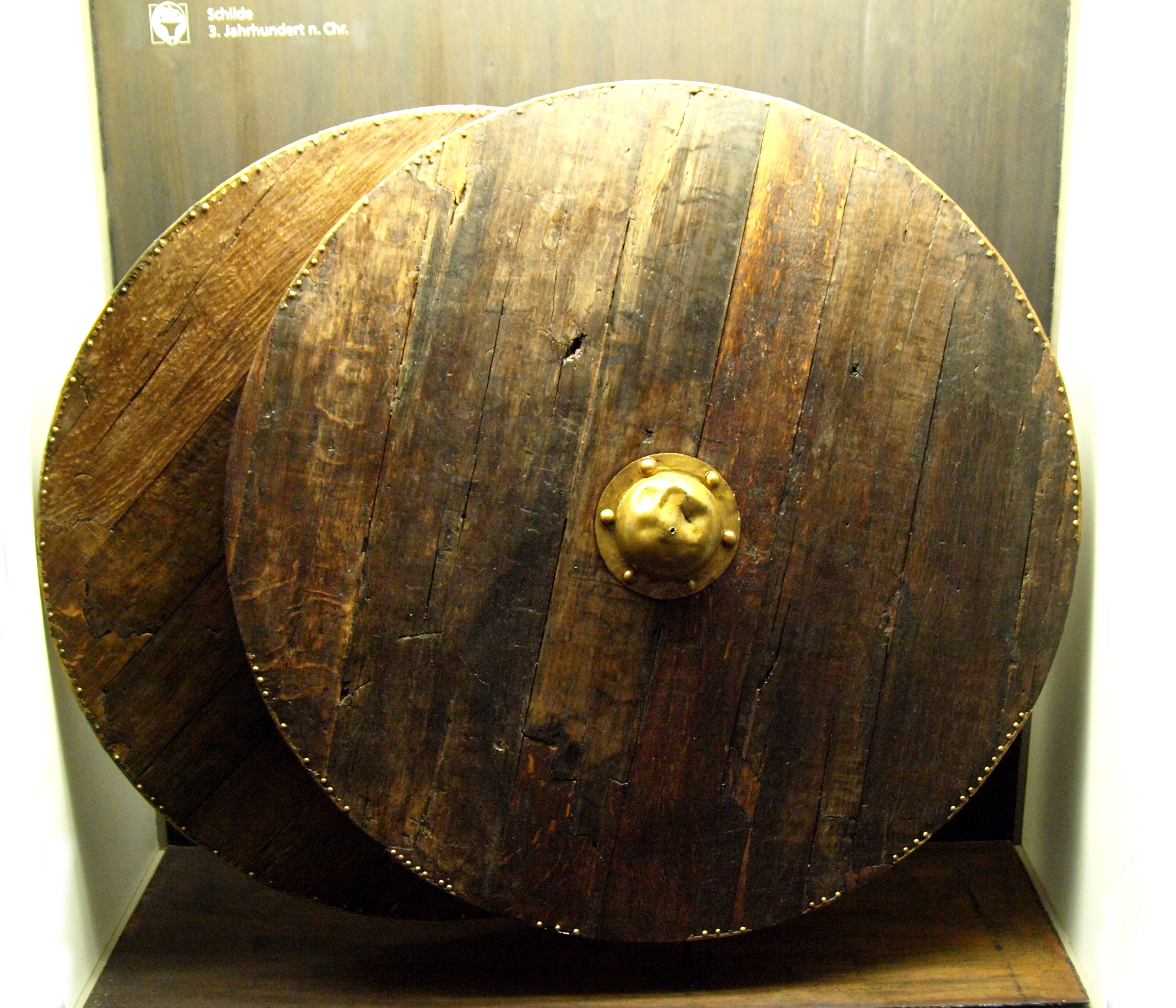
Два круглых деревянных щита, найденные в болотах Шлезвиг-Гольштейна (изготовлены в III в. н. э.)

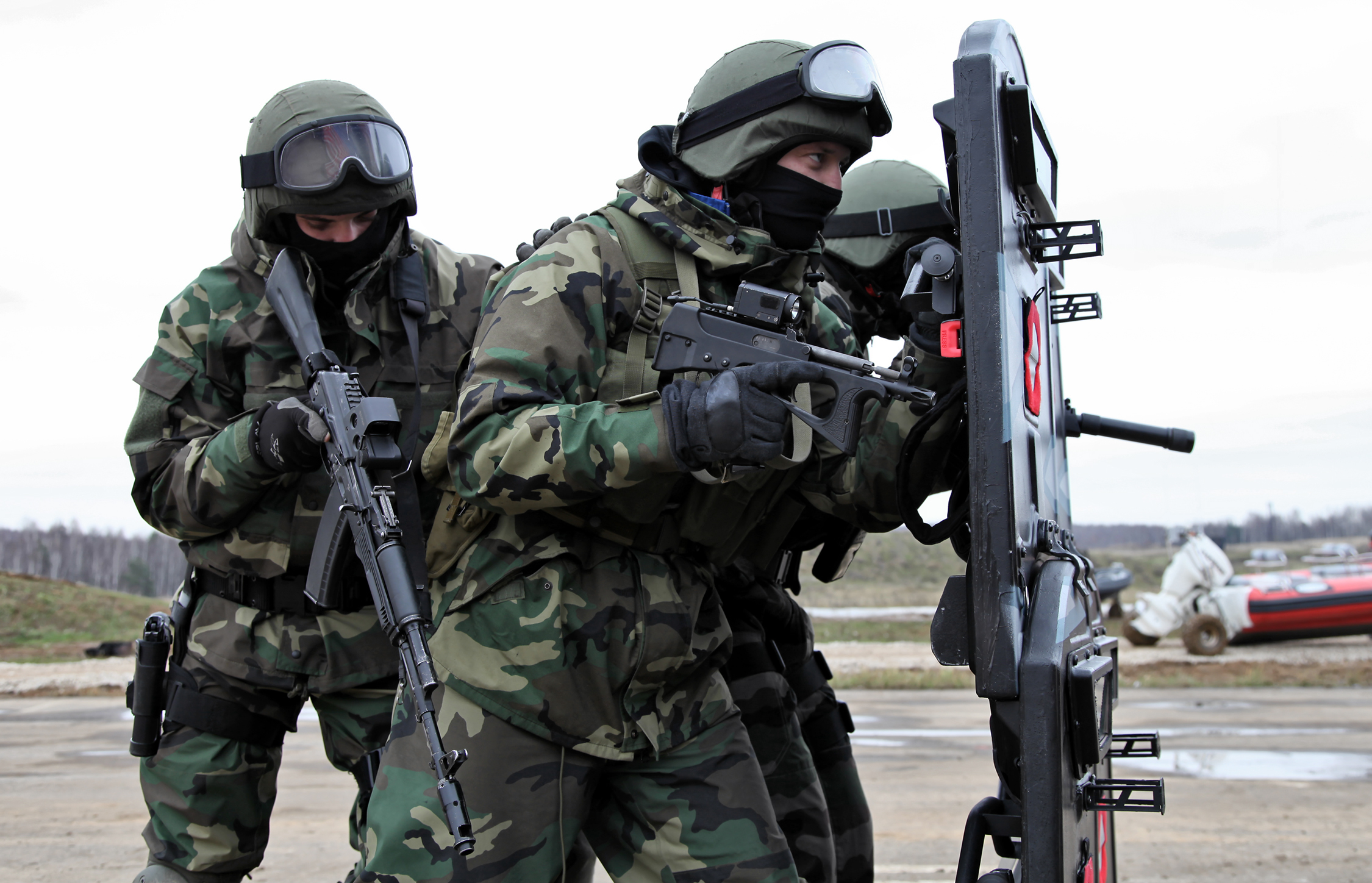
Современные щиты

Щит — средство индивидуальной защиты, вид вооружения, предназначенный для защиты от холодного ручного и метательного оружия и в какой-то степени — от огнестрельного.

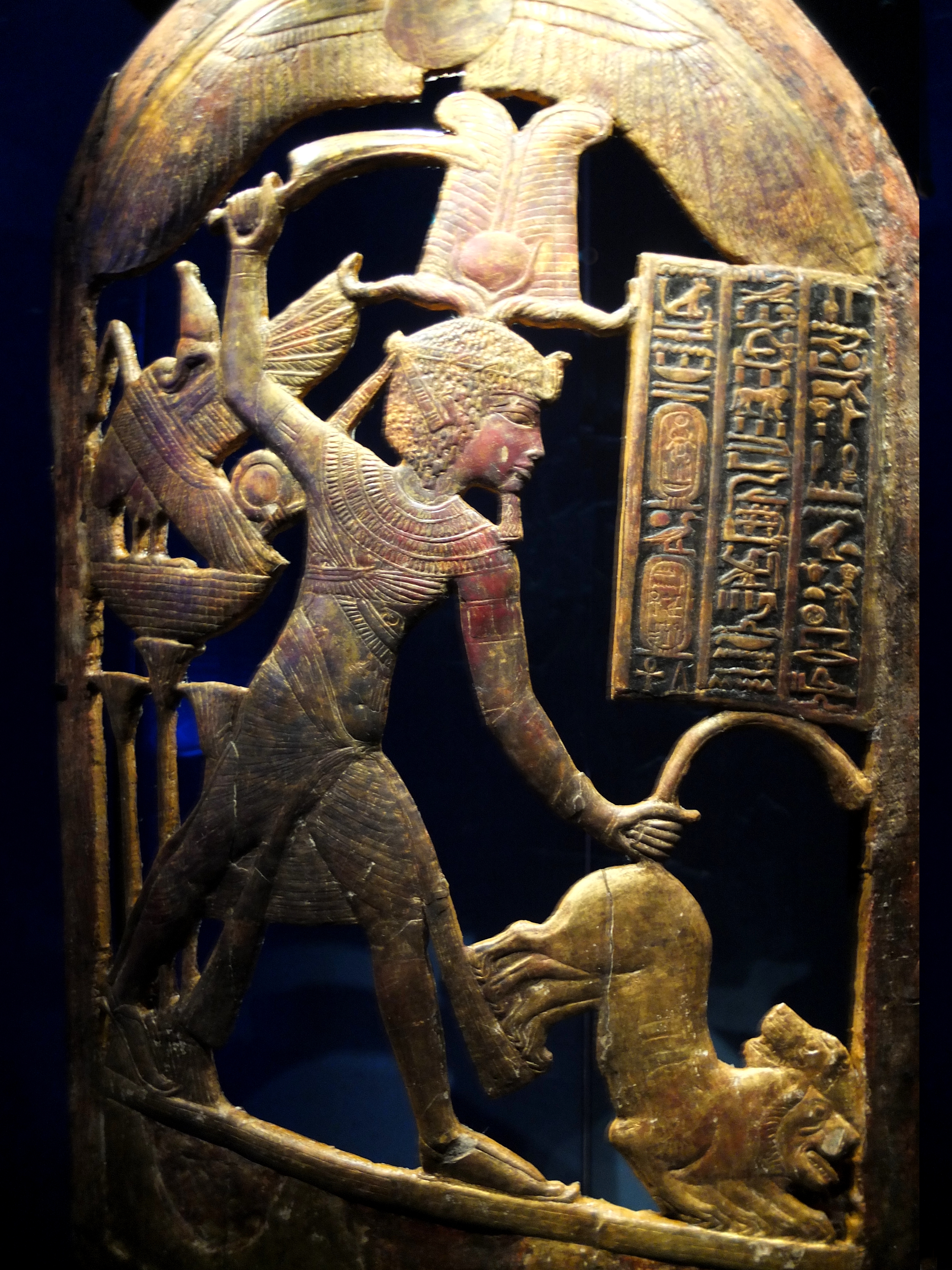
Церемониальный щит из гробницы Тутанхамона (XIV в. до н. э.)

Щиты появились в глубокой древности, однако уже к Позднему Средневековью их значение уменьшилось по причине совершенствования доспехов и развития фехтования. С распространением огнестрельного оружия щиты утратили боевую ценность. Тем не менее, в последующее время в государствах Европы имело место изготовление декоративных щитов (которые являлись репликой средневековых щитов, но не были предназначены для практического использования — они служили для украшения помещений в замках и дворцах аристократии). В ходе Первой мировой войны, в условиях позиционной войны вновь получили распространение металлические щиты для защиты пехотинцев. В последнее время щиты применяются в специальных формированиях органов правопорядка при наведении уличного порядка, малых штурмовых действиях и так далее.

## История и классификация
Щиты известны человечеству с древнейших времен, они фигурируют на наскальных рисунках австралийских аборигенов, бушменов, американских индейцев, однако не встречаются в эпоху палеолита (12-15 тыс. лет назад и ранее).
Исторические щиты можно условно разделить на пять типов: изначальные, древние, маленькие (фехтовальные), обычные и большие (стационарные).

### Изначальные

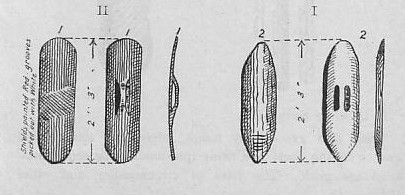
Деревянный австралийский щит

Это древнейший тип щитов, от которого происходят щиты последующих эпох. При этом они не исчезли, а продолжали существовать у многих народов. Эти щиты, в свою очередь, можно разделить на два подтипа: происходящие от простой палки или дубинки, которыми наносят и отражают удары и происходящие от шкуры животного, наброшенной на руку (как у титанов на Пергамском алтаре, хотя так же использовали свой плащ и позднейшие фехтовальщики).

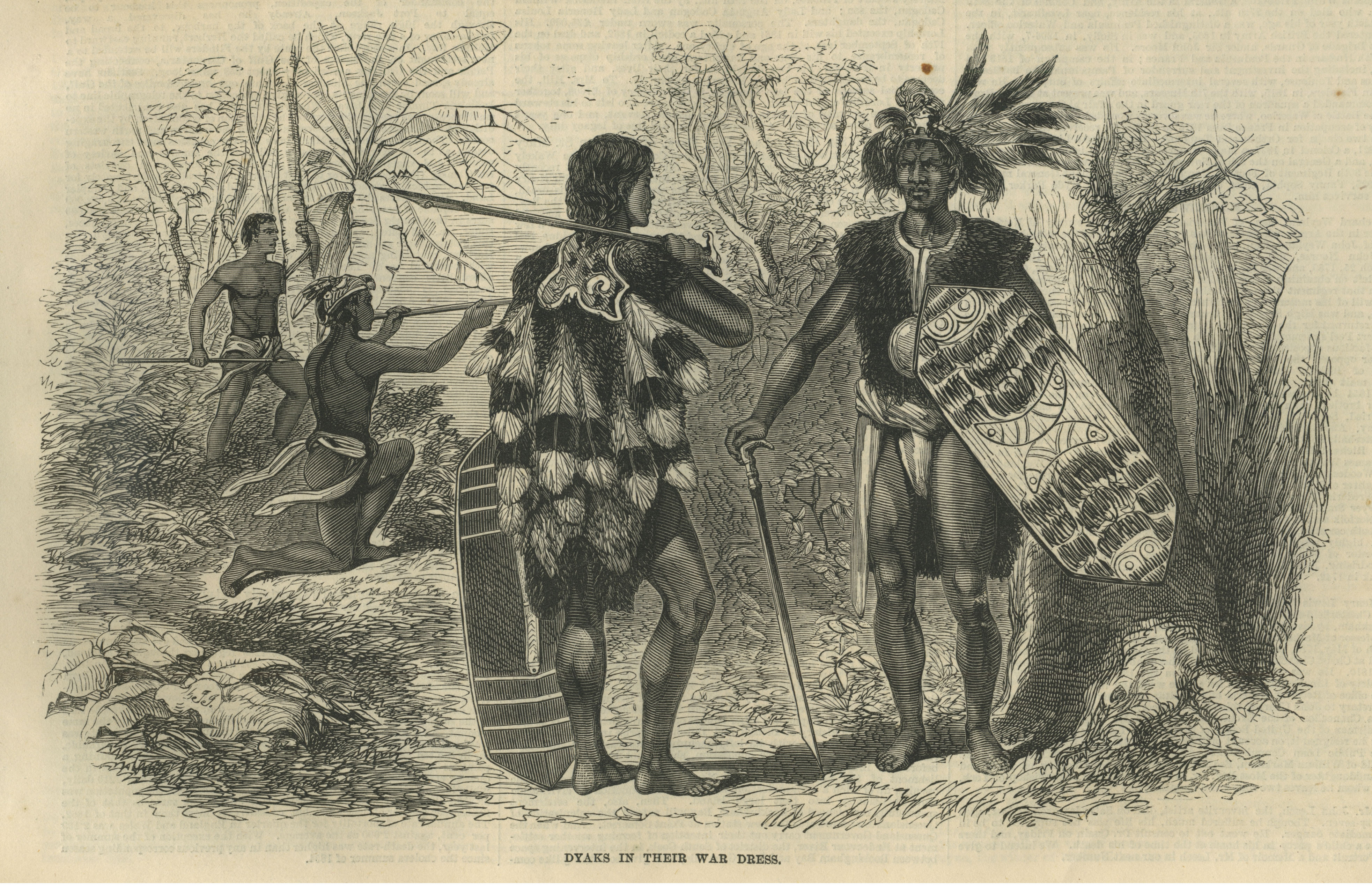
Даяки Борнео с традиционными щитами терабаи. Рис. Ф. Бойла из «The Illustrated London News». 5 ноября 1864 г.

Некоторые щиты первого подтипа представляют собой просто дубинку или палку с защищённой рукояткой посередине. Защита руки осуществлялась выдалбливанием в дереве рукоятки или прикрытием её маленьким куском кожи, коры или каким-либо плетением. Отражение ударов таким щитом требовало от воина большой ловкости. Иногда роль щита играла даже верёвка, натянутая спереди дубинки, как тетива лука. Некоторые деревянные щиты в Африке и австралийские щиты тамаранги делали из более массивного дерева. Они довольно узки или даже сильно сужаются от центра к концам, имеют выдолбленную изнутри рукоятку. Предназначались для боёв на дубинках.

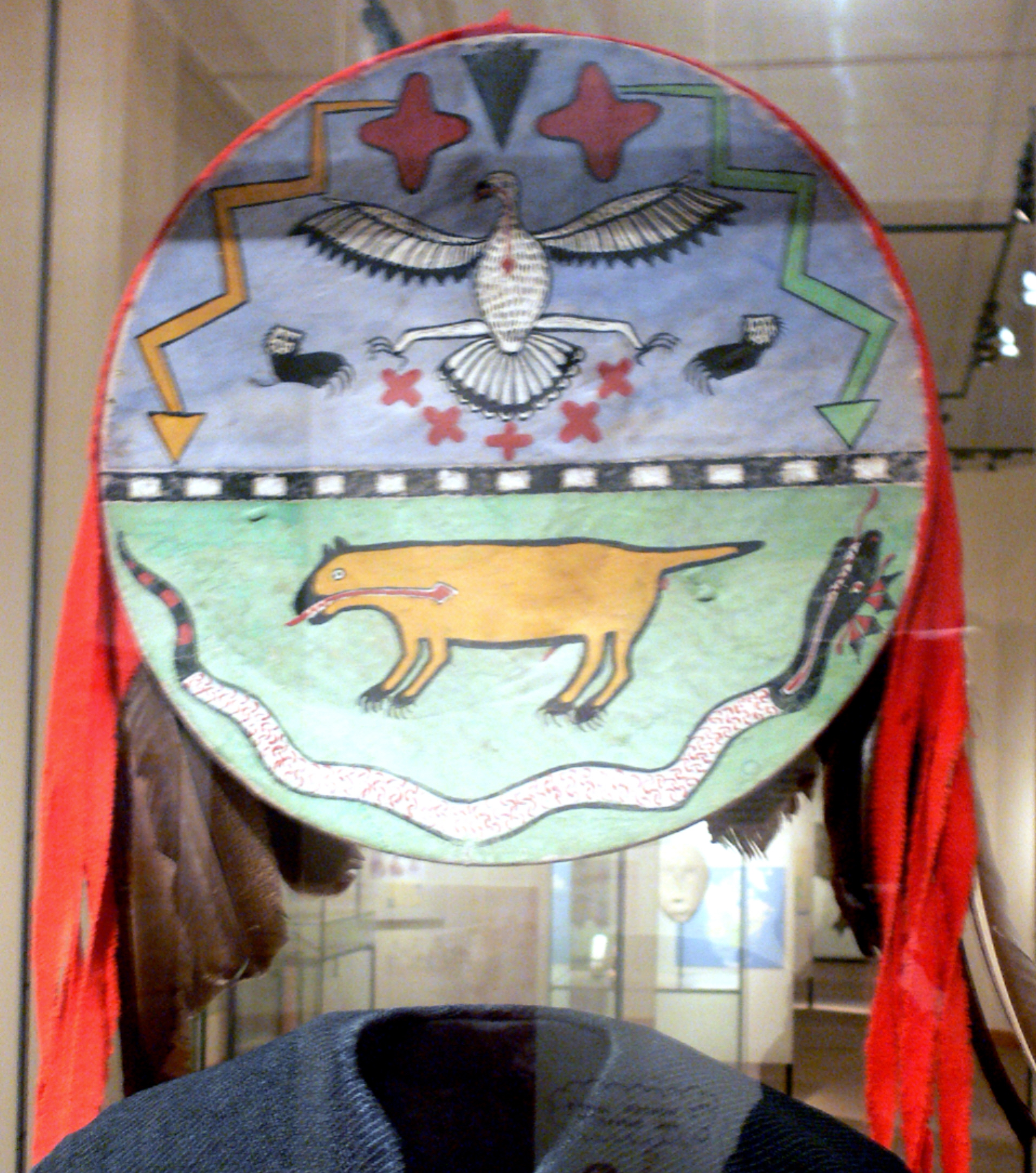
Щит индейцев зуни

Дальнейший путь развития щитов первой подкатегории — это увеличение площади кожаной защиты руки на длину всей палки, а второй — расправление шкуры на палке. В конечном результате получается одно и то же — простой кожаный щит. Соответственно, при разрастании деревянного прикрытия руки возникает сплошной деревянный щит. То же относится к плетению или коре.

### Древние

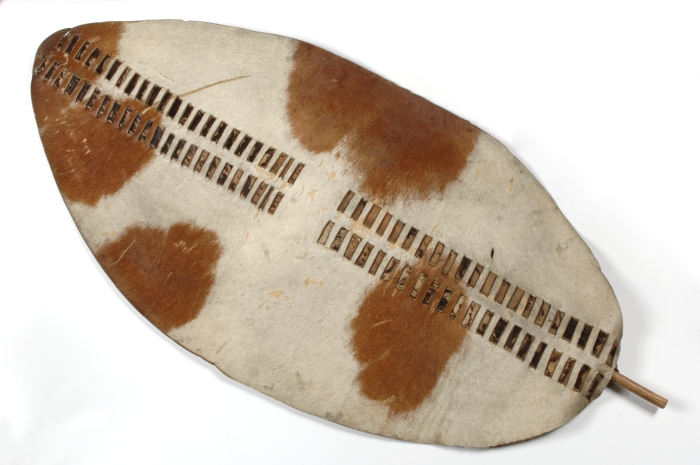
Щит зулусов

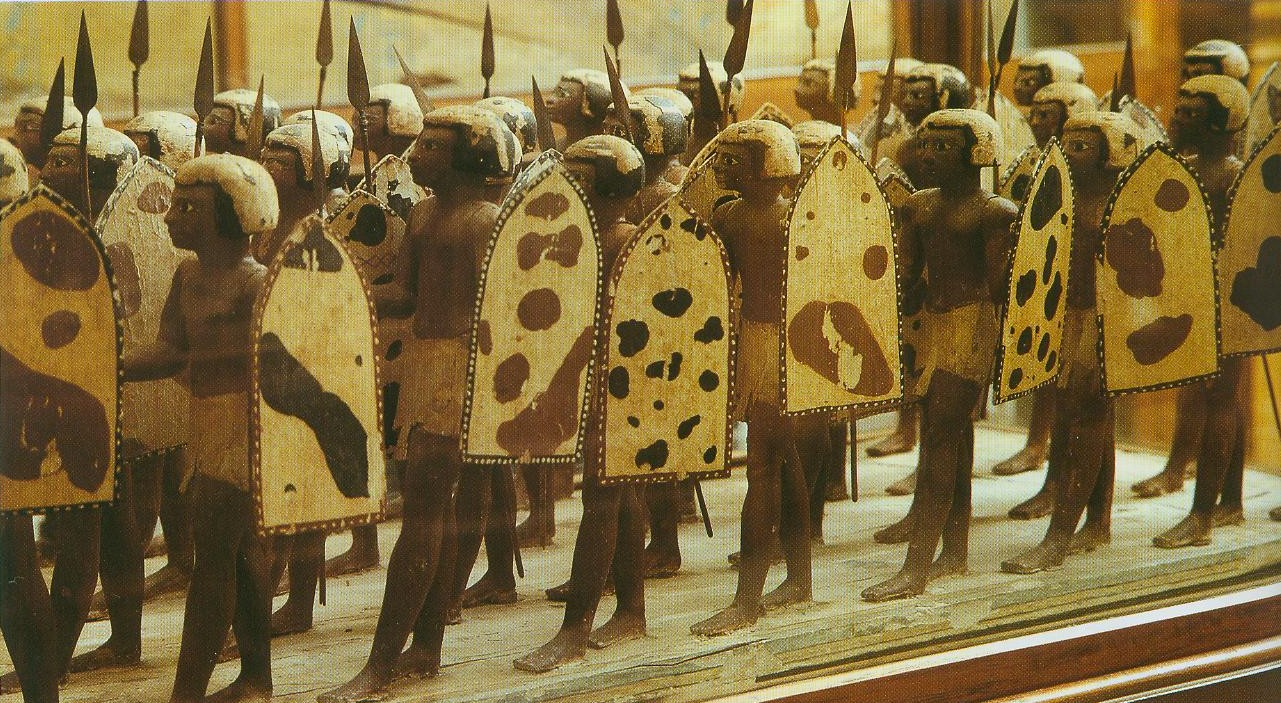
Ушебти в виде египетских воинов из гробницы Месехти, номарха Асьюта. XX в. до н. э.

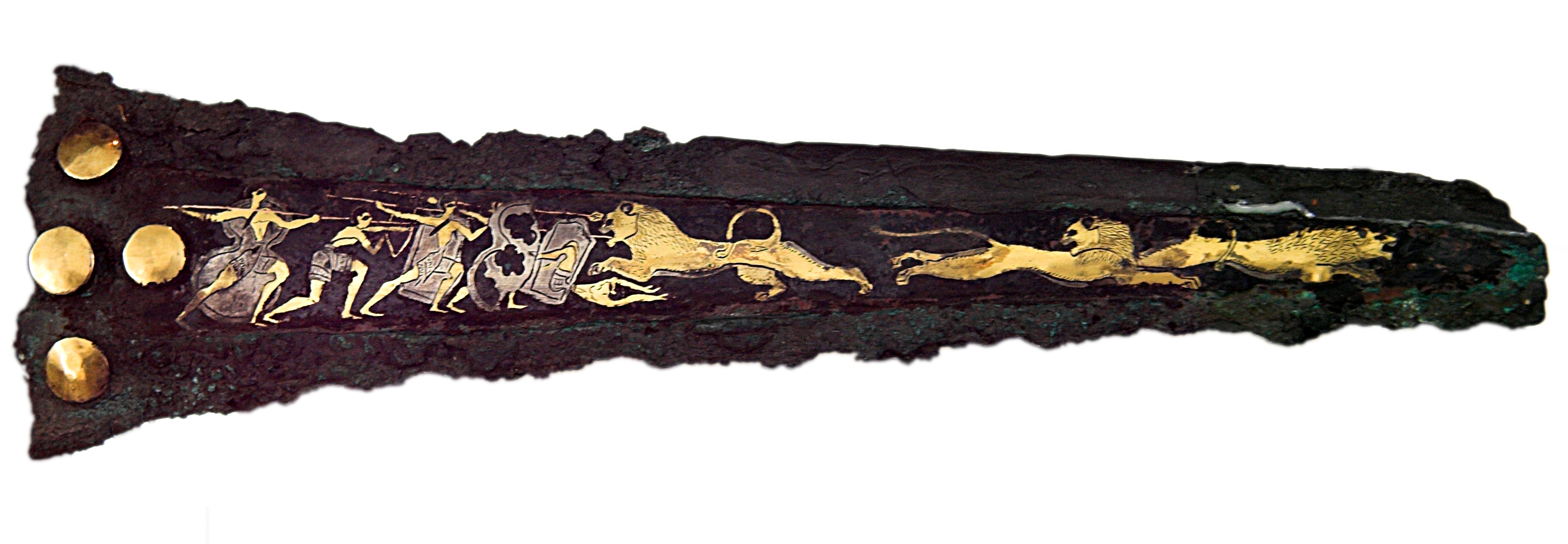
Медный кинжал (№ 394), инкрустированный изображением охоты на львов воинов со щитами в виде «восьмерки». Царские гробницы в Микенах. Могила IV (круг А). XVI в. до н. э.

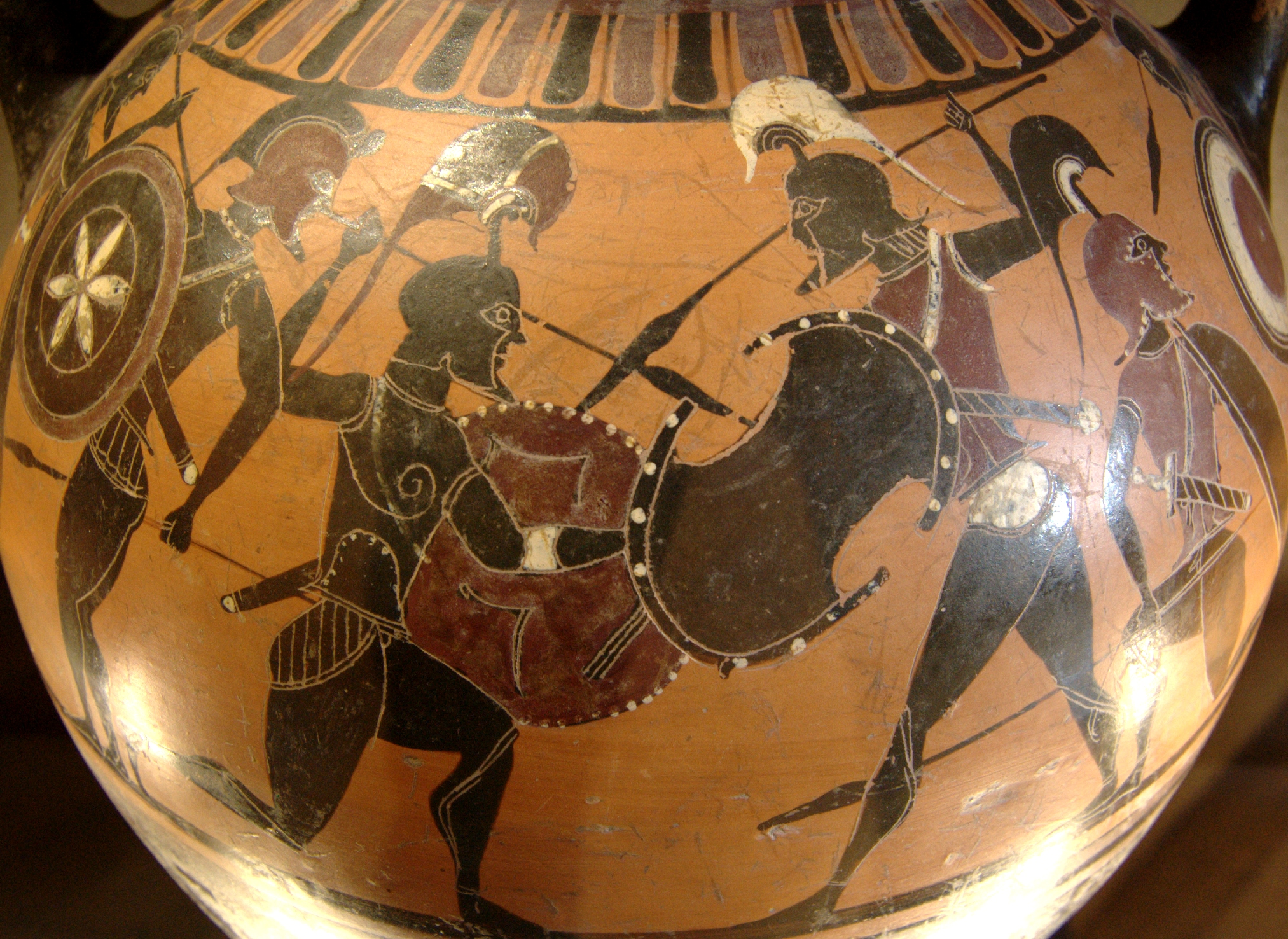
Греческие воины с круглыми и «беотийским» щитами. Чернофигурная вазопись из Афин. VI в. до н. э. Лувр, Париж

Эти щиты происходят от изначальных и имеют разные размеры. Иногда они закрывали воина от щеки до колена, но чаще их диаметр не превышал 70 см, а вес составлял всего 0,5 кг.
Такие щиты изготавливаются из сплошного дерева, коры, плетутся из растительных волокон или прутьев, делаются из кожи.
Последние могли иметь только одну центральную распорку (зулусы) или чаще представляли собой плетёный из прутьев каркас, обтянутый кожей. Прочности их хватало, чтобы отражать стрелы, лёгкие дротики и удары простейшего холодного оружия, так как прутья и кожа пружинили и не поддавались снаряду. Или оружие пробивало щит, но застревало в нём. К данной категории защитного снаряжения относилась, например, греческая пелта.
Некоторые щиты были обтянуты шкурой с шерстью, как часто делали в Африке, или имели набивку из шерсти, перьев, травы или даже бумаги между двумя слоями кожи, как у некоторых равнинных индейцев. Это повышало его амортизирующее качество.
В Древнем Египте эпохи Древнего и Среднего царств основным типом щита был прямоугольный, с закругленным или заостренным верхом, из деревянных планок, обтянутых коровьей шкурой с мехом.
Щиты похожей конструкции, имевшие форму в виде «восьмерки», встречаются на микенских фресках из дворцов и инкрустациях из гробниц XVI—XIV вв. до н. э. Судя по всему, они изготовлялись из сырых бычьих шкур, натягивавшихся на раму из двух согнутых в дугу кусков дерева, скреплявшихся крестообразно. Горизонтальная планка имела выступающую часть, которая использовалась как ручка. По мнению британского военного историка античности Питера Коннолли, от подобных крупных, в рост человека, микенских щитов, ведут свое происхождение т. н. «беотийские» или «дипилонские», овальные с выемками по краям, щиты классической эпохи, имевшие более скромные размеры. Данную гипотезу высказывал ещё в 1930-е годы известный археолог Артур Эванс. В то же время, некоторые исследователи подвергают сомнению сам факт бытования подобного типа щита, не подтвержденного документальными источниками, считая его «абстрагированной художественной формой».
Кожаные щиты не всегда имели каркас из прутьев. Это мог быть просто круг или овал из ороговевшей сырой кожи. Но он мог также изготовляться из очень толстой, специально выделанной кожи, которая не только выдерживала удары холодным оружием, но и могла отразить рикошетный мушкетный выстрел. Такой щит VIII в. до н. э. найден в ходе археологических раскопок в Ирландии. Подобные щиты выделывали североамериканские индейцы и масаи.
Некоторые народы в Мексике, а также в Индии, использовали для изготовления щитов панцири черепах. Щиты могли иметь и некоторые усовершенствования. Так апачи прикрепляли на своих щитах зеркала для ослепления противника. У африканцев же с внутренней стороны щита могло помещаться от трёх до шести метательных клинков — молний.

### Малые

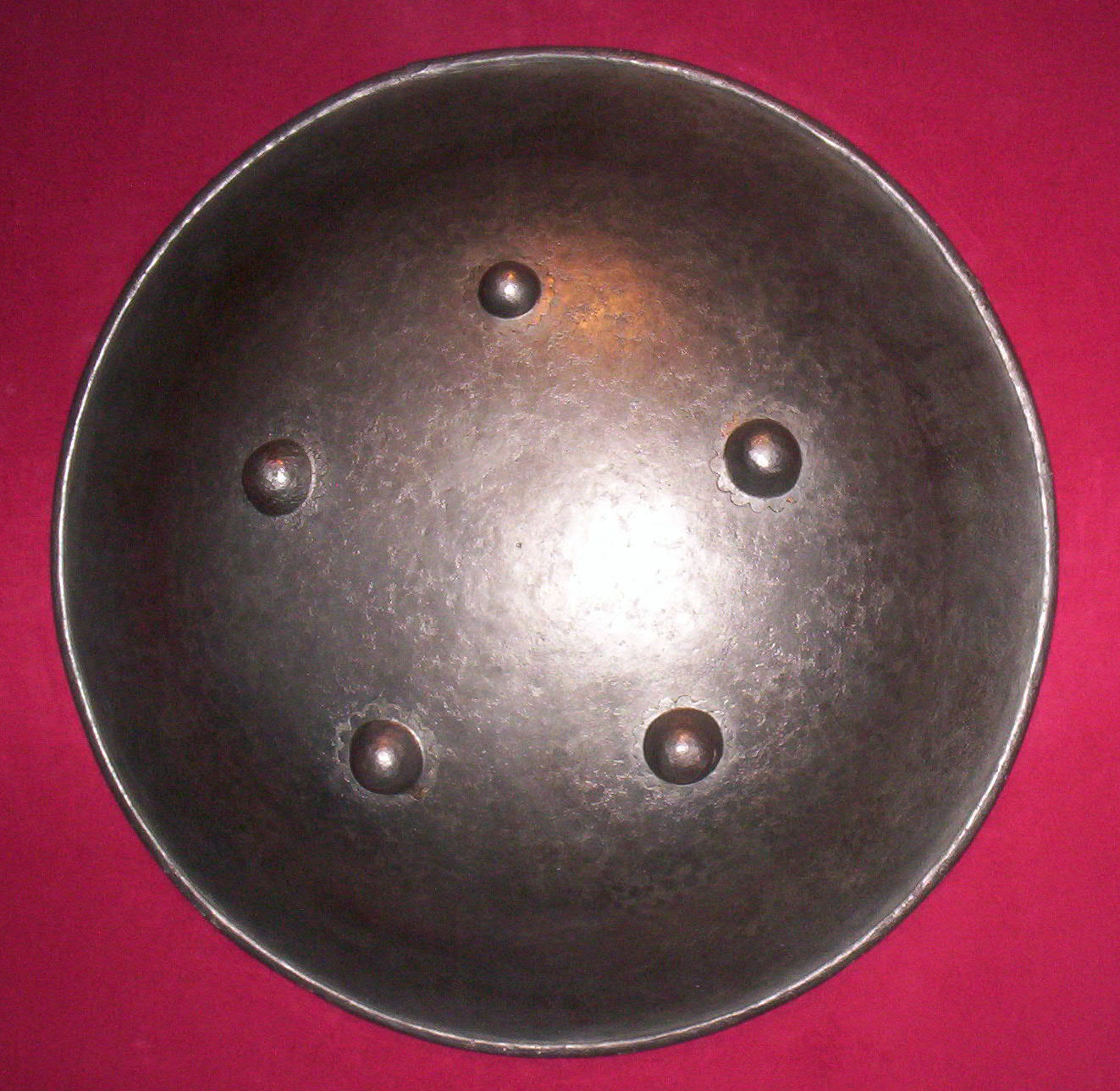
Маленький железный щит. Индия, XVIII в.

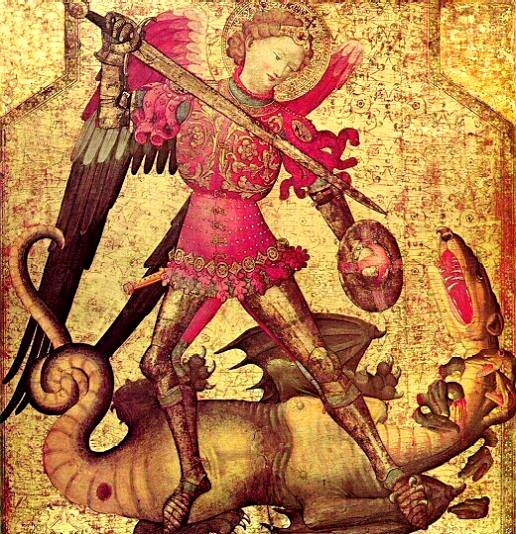
Баклер — маленький стальной щит. Фреска со Святым Михаилом. XIV век

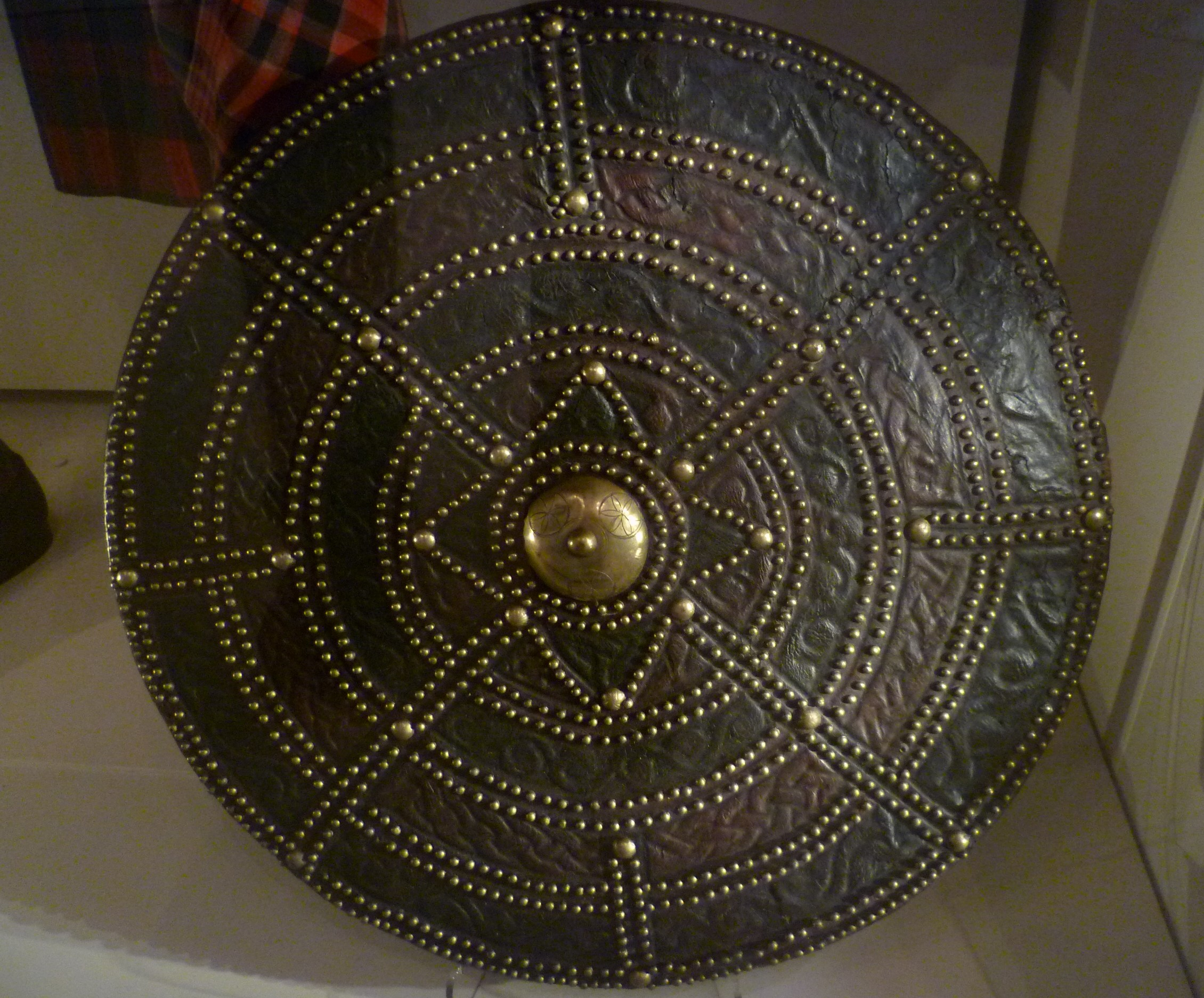
Таргет шотландских горцев. XVIII в. Национальный музей Шотландии

Вторую разновидность представляли собой малые и даже миниатюрные щиты, чаще имеющие круглую форму и 40—70 сантиметров в диаметре. Иногда даже всего чуть больше 10-и сантиметров. Существуют подобные щиты и других форм: квадратные или вытянутые. Последние (итальянские тарги), могут иметь причудливые очертания, часто с различными выступами или с несколькими шипами по краю. Длинный узкий щит может быть лишь немного шире прикрываемой руки. Эти щиты сравнительно легки, обычно от 1 до 2,5 кг. Предназначены были для поединков, то есть для отражения в первую очередь ударов ручного оружия, в том числе и тяжёлого.
Маленький щит делался из прочного дерева, обтягивался кожей и оковывался железом по краю. Были и полностью железные. Кроме того, такие щиты могли быть плоскими или иметь вид полусферы. И даже выгнутыми в обратную сторону, как маленькие разновидности «тарча» — рыцарского турнирного щитка. Конфигурация чаще была круглой, но, например, тот же тарч мог быть и прямоугольным, и треугольным (французский тарч экю). Часто имелся вырез для копья. Закрепляли его неподвижно с левой стороны. Основное предназначение — отводить в сторону удар копья.
Другие маленькие щиты держали за рукоятку посередине, как это делали, например, хевсурские фехтовальщики. Так же держали и маленькие европейские фехтовальные кулачные щиты боче. Европейские фехтовальные щиты рондаши часто были снабжены шипами, приспособлениями для захвата и ломки клинков противника в виде зубчатой каймы, выпуклого орнамента или отверстий в двойном корпусе щита. Они иногда снабжались лампами (фонарный щит или рондаш траншейный), которые или просто подвешивались спереди на крюке, или находились в особом кожухе на внутренней стороне щита, а светили вперёд через открывающееся окошко. Тарч шотландцев (таргет, тарж), использовавшийся Хайлендерами ещё в битве при Куллодене 1746 года, также снабжался направленным вперёд отвинчивающимся шипом, который хранился в мешочке на внутренней подкладке щита. Рондаши иногда имели сбоку латную руку с перчаткой (в свою очередь снабжённой парой зубчатых шипов-шпаголомов). Или, наоборот, от щита отходило железное покрытие для верхней части руки. У известного в единственном экземпляре и, видимо, никогда не имевшего реальных боевых аналогов, так называемом русском тарче или крепостном щите латная рука с длинным клинком типа шпаги проходила перпендикулярно через его середину.
На Востоке тоже иногда старались оснастить чем-нибудь маленькие щиты. Так в Индии щиты маду (madu, maru, singuata) имели с двух сторон по два длинных рога антилопы со стальными наконечниками на концах, а то и с шипом спереди. Впрочем, это оружие могло быть и вовсе без щитка, что ещё больше сближает его с щитами первичного типа.

### Обычные

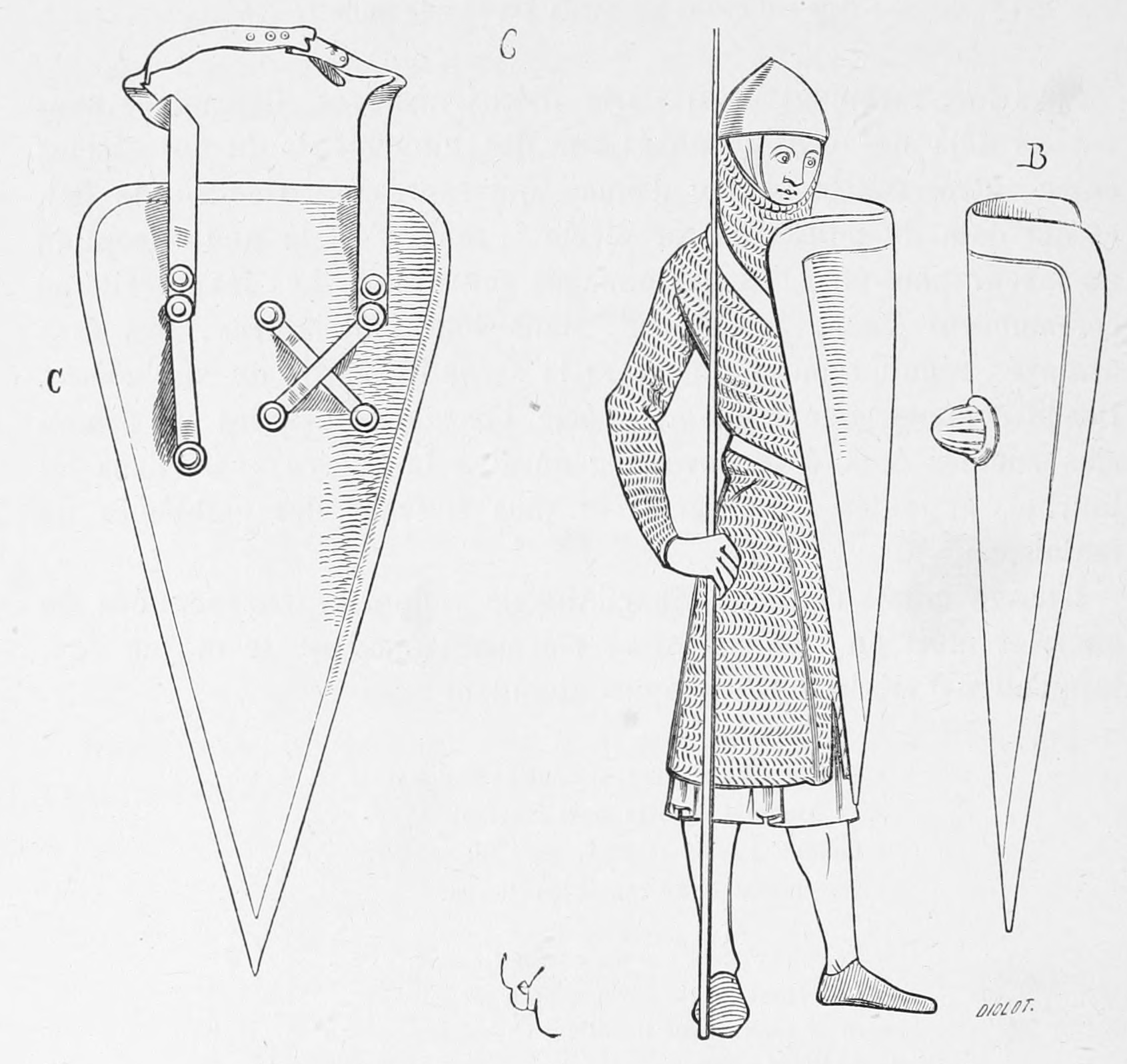
Средневековый франкский щит с загнутыми боковинами, ремнями для рук и наплечным ремнём

К третьей категории можно отнести щиты, применявшиеся в армиях государств всех времён и народов. Сюда надо отнести и тяжёлые деревянные щиты викингов. Характерным примерами могут служить бронзовые гоплоны и асписы греческих гоплитов, деревянный скутум — римских легионеров и щиты русских воинов. Удлинённые миндалевидные щиты средневековья тоже относятся к этой категории. Хотя даже в Средневековье существовали и особым способом изготовленные плетёные из прутьев щиты (калкан), но чаще они собирались из массивных железных деталей, дерева и кожи (а иногда и целиком оковывались бронзой), весили до 10 килограммов и были очень прочны. Держали их или за одну рукоятку, или использовали две, просовывая в одно руку по локоть. Были и варианты с тремя ручками, для комбинирования способов захвата. Кроме обычной ручки с петлями под локоть и кисть, они, будучи для одной руки часто слишком тяжёлыми, снабжались ремнём, перебрасывавшимся через плечо.
Иногда они снабжались шипами. Щиты ассирийцев имели даже несколько шипов, причём устрашающего размера. Однако щиты с шипами, естественно, могли быть только у первого ряда воинов. Также большие европейские фехтовальные щиты имели по краю острия и различные выступы.
Тяжёлая пехота средневековья, однако, не использовала ручные щиты, так как для использования пики, алебарды, или арбалета требовались обе руки.

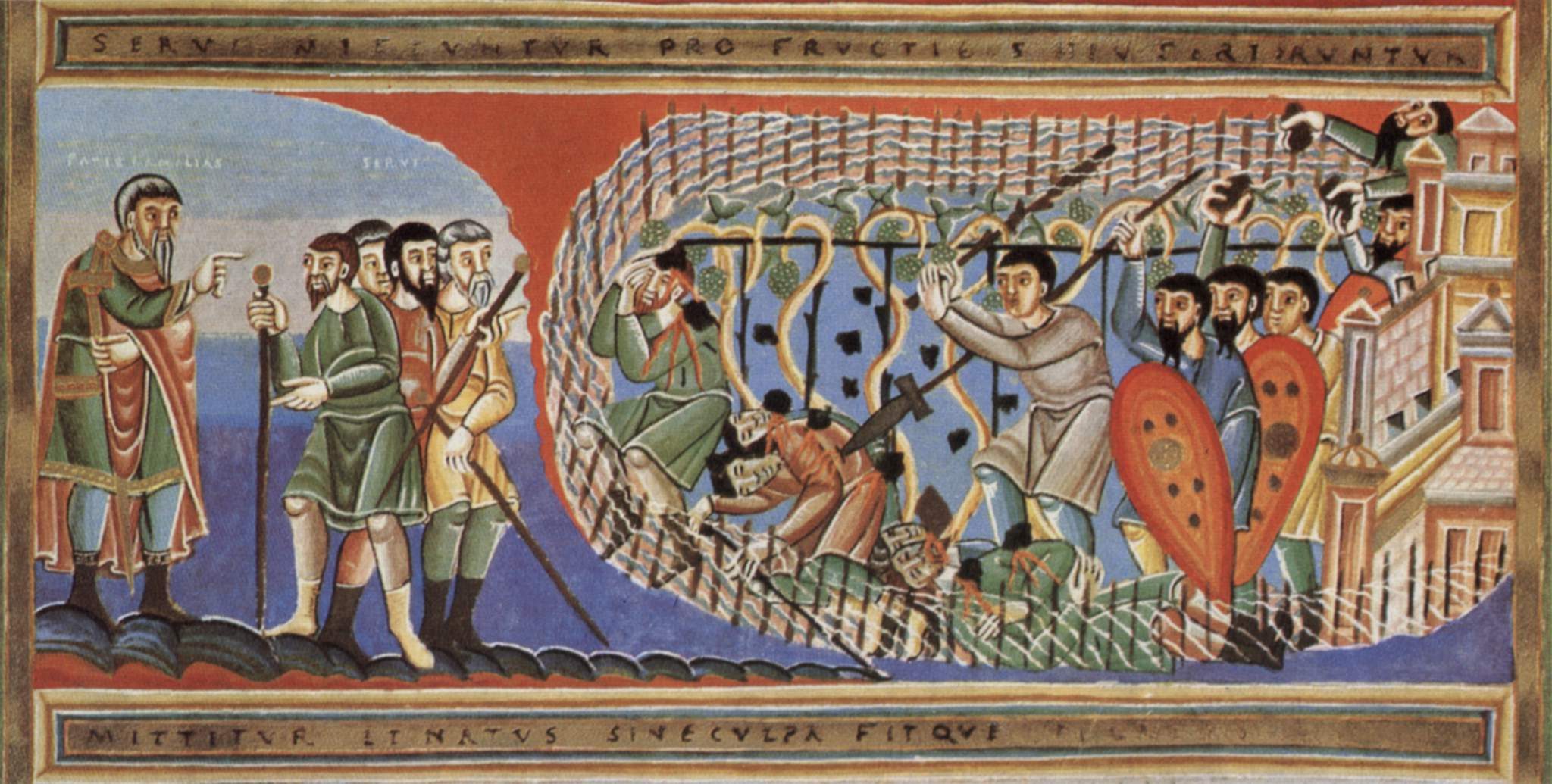
Воины с каплевидными щитами. Миниатюра «Золотого кодекса» из Эхтернаха. 1030—1050 гг.

### Большие (стационарные)

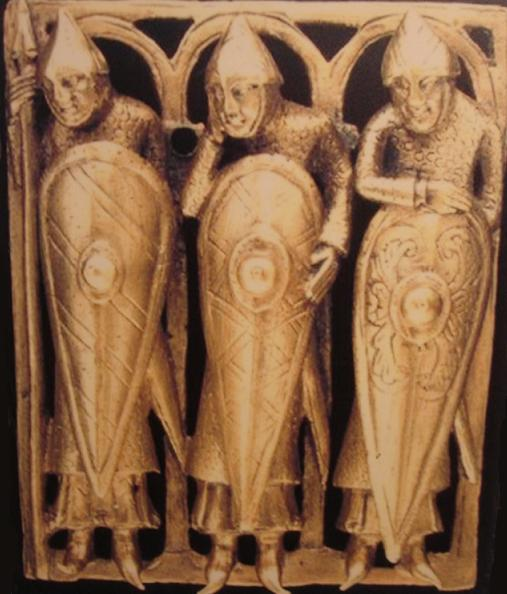
Рыцари с каплевидными щитами. Фрагмент бронзовой дароносицы из Церкви тамплиеров в Лондоне. Сер. XII в.

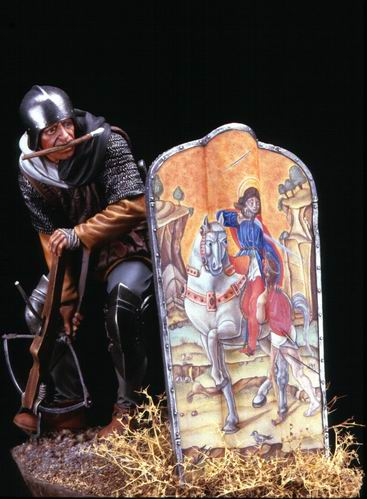
Большой щит — павеза

Последнюю разновидность щитов очень трудно как-то обозначить по весу и форме — и вес, и форма могли быть любыми. Общим свойством щитов данной категории было то, что ими не наносили и не отражали ударов — за ними просто прятались.
Появились щиты данного назначения, видимо, одновременно с метательным оружием. Ручки для переноски и подвески они также могли иметь самые разнообразные — именно потому, что в бою, как правило, такой щит в руках не держали. Некоторые из щитов этой категории переносились специальным воином — щитоносцем, а иногда и не одним. В таком случае щит переходил в разряд средств коллективной защиты.
Наиболее оригинальными были ассирийские щиты, снабжённые козырьком. Они защищали от обстрела не только спереди, но и, частично, сверху. Щитоносцы же вели наблюдение через смотровые щели.
В средневековой Европе большие щиты назывались мантелетами. Сделаны они могли быть из чего угодно — в диапазоне от ивовых прутьев до лучшей стали.
Генуэзскими стрелками использовался щит павеза, служивший одновременно и защитой от стрел, и подпоркой для арбалета.
В XVI веке производились цельнометаллические противопульные щиты, но их вес достигал 12-20 килограммов.
В Европе большие щиты использовались до XVII века.

### Современные противоударные щиты

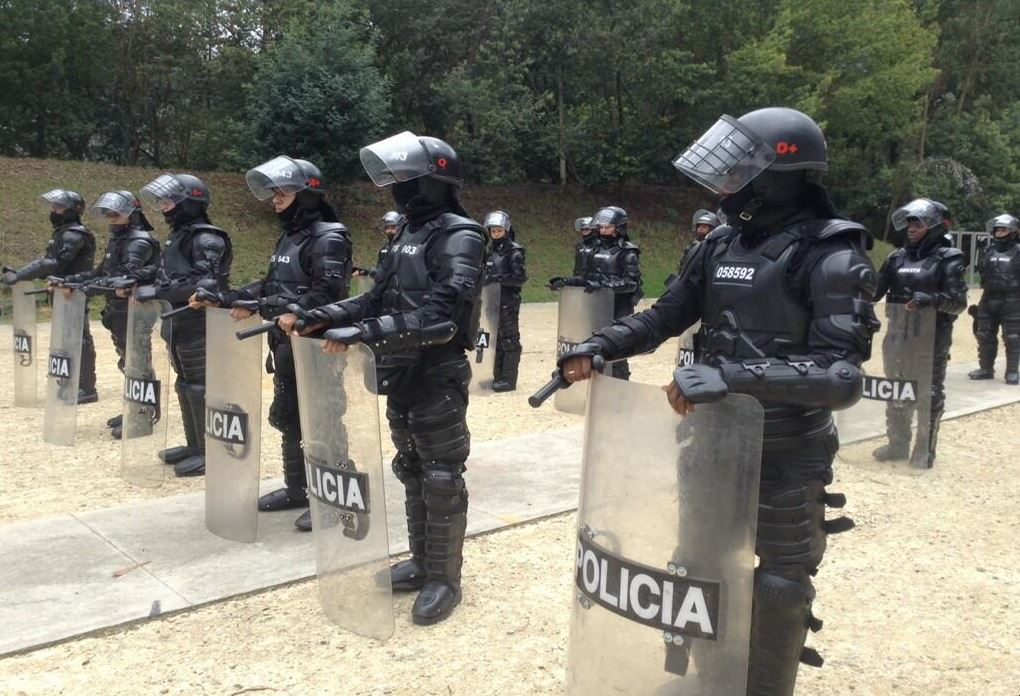
Полицейские с прозрачными щитами из поликарбоната

В дальнейшем, щиты получили распространение в полиции и тюремной охране. На рубеже 1960—1970-х годов противоударные щиты поступили на вооружение специальных подразделений полиции США, Японии и ряда иных капиталистических государств. Щиты обеспечивали защиту от ударов холодным и импровизированным оружием и метательных снарядов (камней, бутылок и т. д.).
Противоударные щиты нередко изготавливают из прозрачного пластика, или они имеют вставку на уровне глаз из данного материала (либо перфорационные отверстия), благодаря чему можно наблюдать окружающую обстановку и координировать свои действия.
Как правило, противоударные щиты находятся на вооружении сотрудников правоохранительных органов и пенитенциарной системы из состава полицейских подразделений специального назначения, а также военнослужащих армейских формирований специального назначения и сил безопасности (жандармерии, внутренних войск, национальной гвардии, военной полиции, миротворческих сил ООН), которые обучены тактике их применения.
Известны случаи изготовления и использования противоударных щитов кустарного производства: в частности, зимой 2013—2014 года такие щиты применялись активистами «Евромайдана» в столкновениях с «Беркутом».

### Противопульные щиты

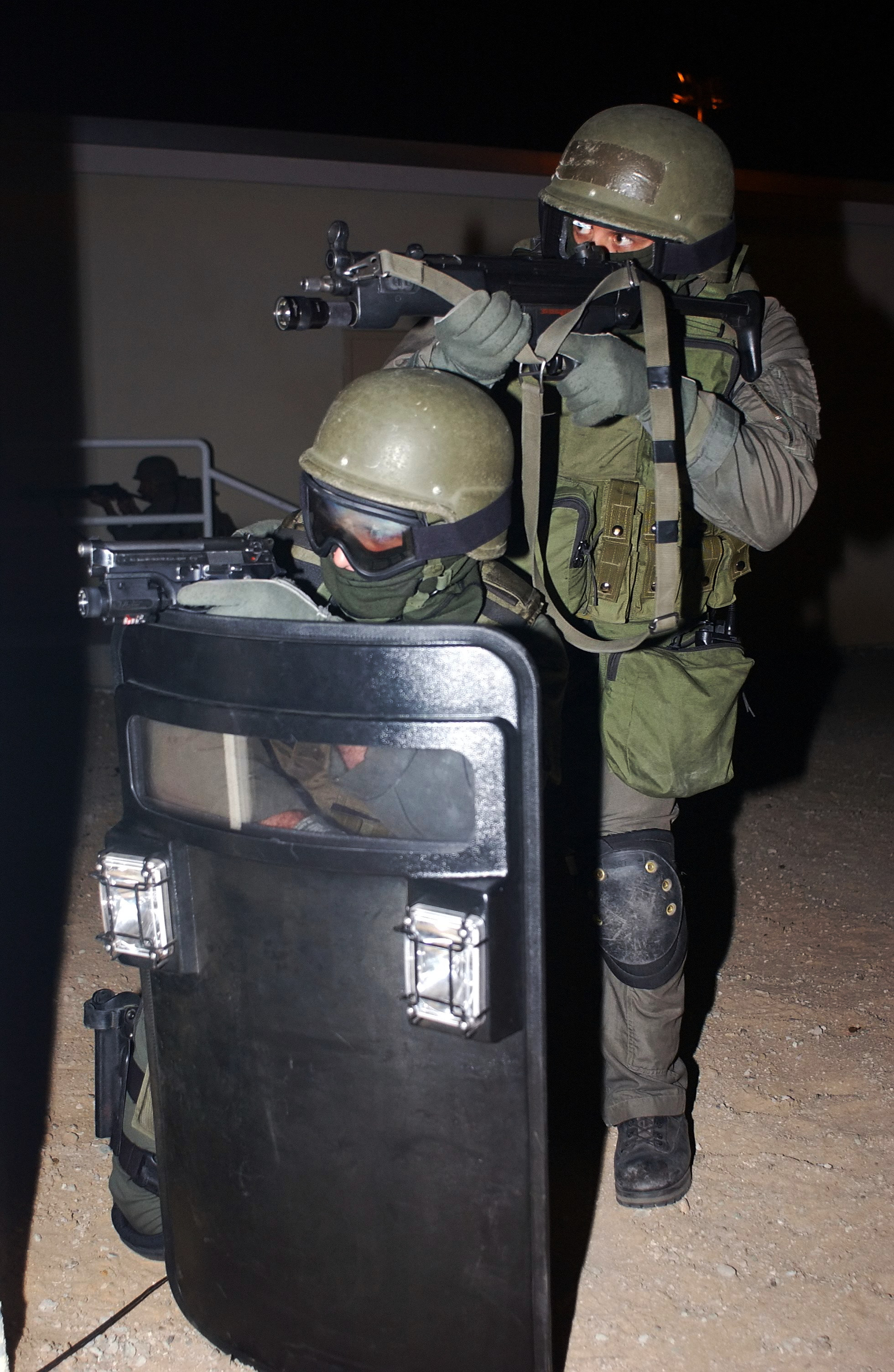
Бойцы штурмовой группы быстрого реагирования морской пехоты США (USMC SRT) с бронещитом

Противопульные щиты нескольких различных конструкций использовались в ходе Первой мировой войны: в русской армии наибольшее распространение получили крепостной щит (который весил более 1 пуда) и полевой щит (который весил около 26 фунтов). Большая часть щитов была утрачена во время великого отступления 1915 года.

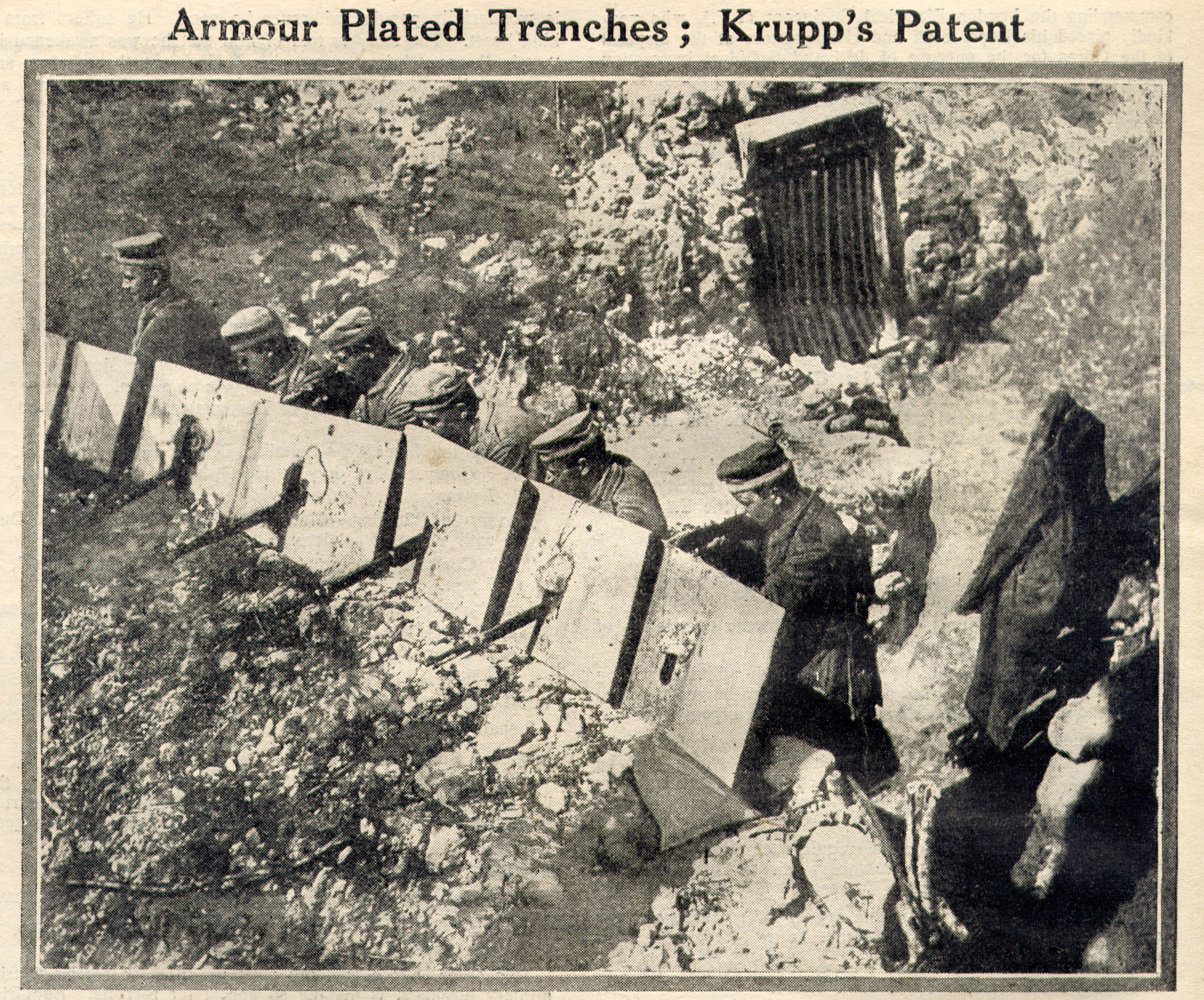
Стрелковые щиты фирмы Круппа. 1915 г.

В СССР передвижные бронированные щитки с амбразурой для стрельбы лёжа из винтовки (треугольные, из броневой стали) начали выпускать для Красной Армии после начала советско-финской войны, во время войны был разработан новый способ их применения в наступлении на укреплённые позиции противника в зимних условиях: бойцы устанавливали щитки на лыжи и толкали перед собой. Всего, до окончания войны на предприятиях Ленинграда было изготовлено 50 тысяч щитов.
Щиты производились и применялись в ходе Великой Отечественной войны (в частности, в ходе обороны Ленинграда).
В последующее время противопульные баллистические щиты остались на вооружении полицейских и антитеррористических подразделений специального назначения. Сначала такие щиты изготавливали из броневой стали, а затем — с использованием баллистических тканей (кевлар, арамидные волокна) полимеров и так далее. Современные противопульные щиты выпускают в нескольких основных вариантах:
- «тактические щиты» (лёгкие одноручные щиты массой от 6,4 до 8 кг, сравнительно небольших размеров, которые могут использовать бойцы штурмовых групп; они обеспечивают защиту от осколков, ружейной дроби, картечи и пистолетных пуль калибра 9×19 мм или .45 ACP)[15]; в качестве примера, можно привести советский БЗТ-75 (трапециевидный одноручный щит из титанового сплава, массой 5,5 кг и площадью 21,2 дм²);
- тяжёлые (обеспечивают большую площадь защиты, но имеют большую массу и перемещаются щитоносцем)[15]; в качестве примера, можно привести щит «PROTECH NATO High Treat», который находится на вооружении штурмовых групп Великобритании[15];
- передвижные (обеспечивают защиту от пуль автоматных и винтовочных патронов, используются в качестве средства коллективной защиты, перемещаются на колёсиках)[15]; в качестве примера, можно привести щит «PROTECH Phoenix IV», который находится на вооружении штурмовых групп Великобритании[15].

Некоторые модели современных щитов оснащены амбразурой для ведения огня, смотровым окном или фонарём.

## Символизм щита

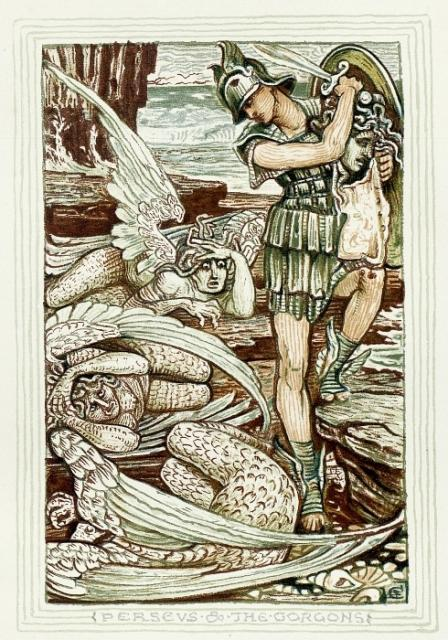
Персей убивает Медузу Горгону. Илл. Уолтера Крейна из издания «Книги чудес для девочек и мальчиков» Натаниэля Готорна 1892 г.

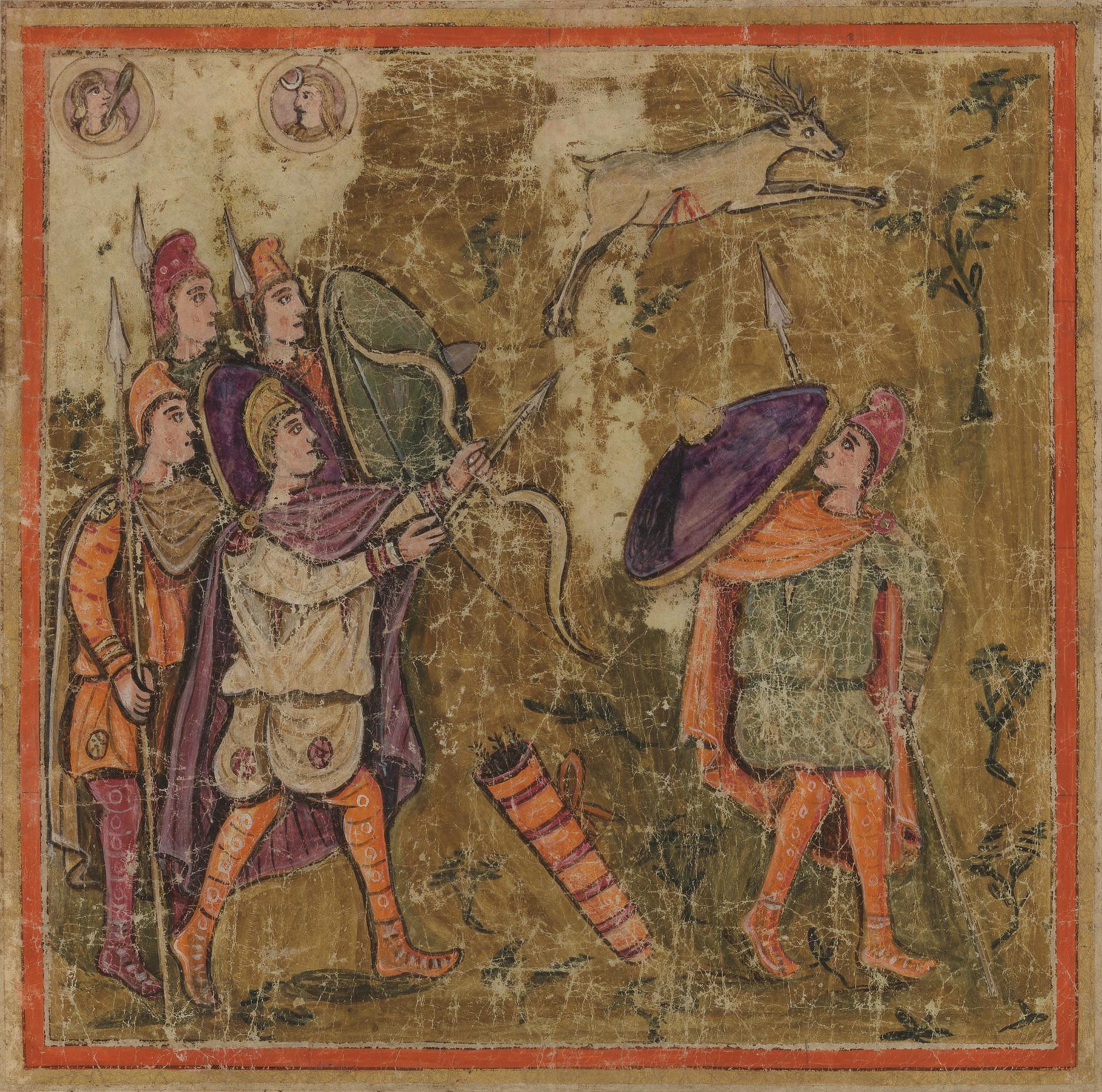
Охота на оленя. Миниатюра из Vergilius Romanus. V в. н. э.

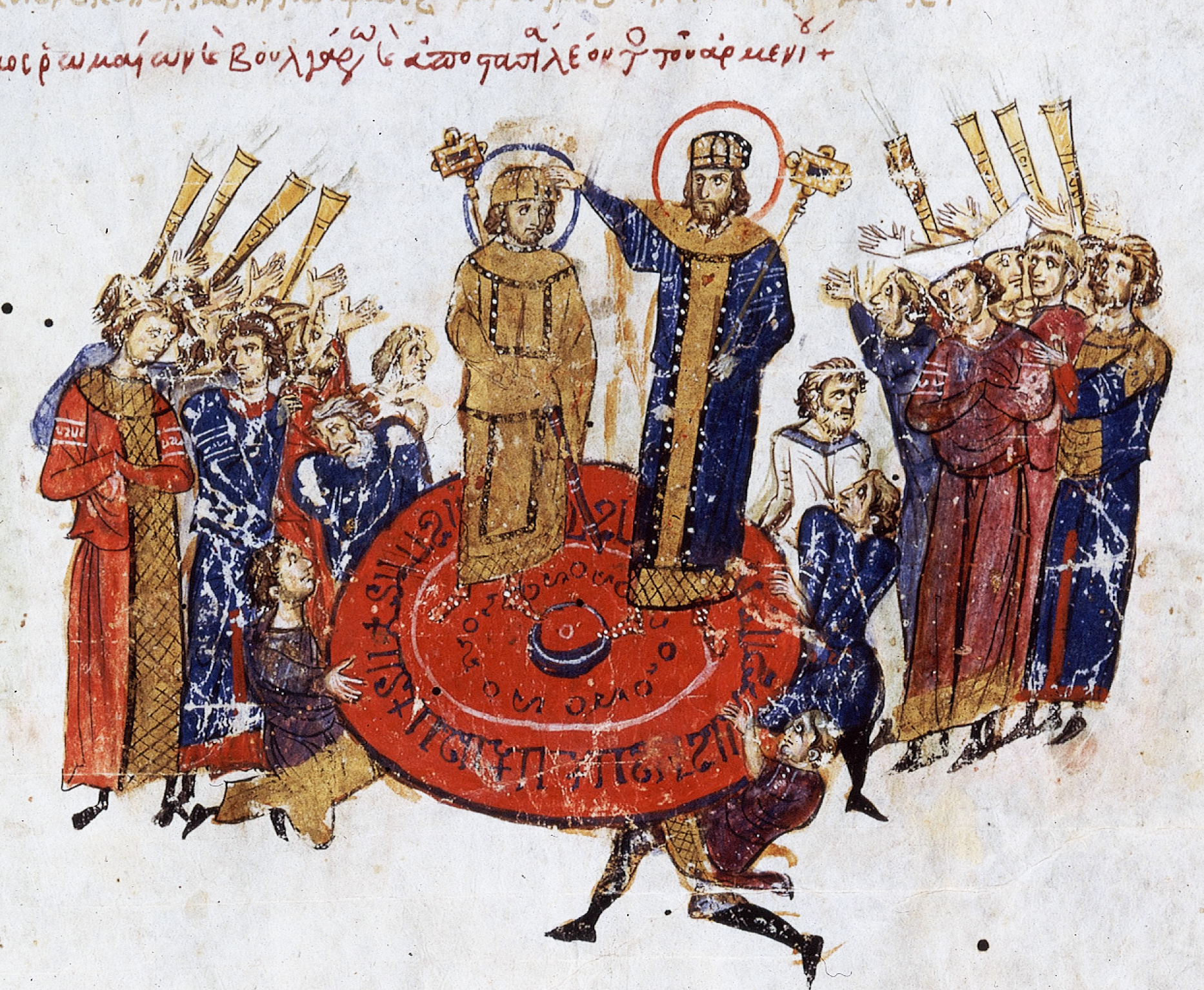
Коронация императора Михаила I в Константинополе в 811 г. Солдаты держат на щите императора и патриарха Никифора I

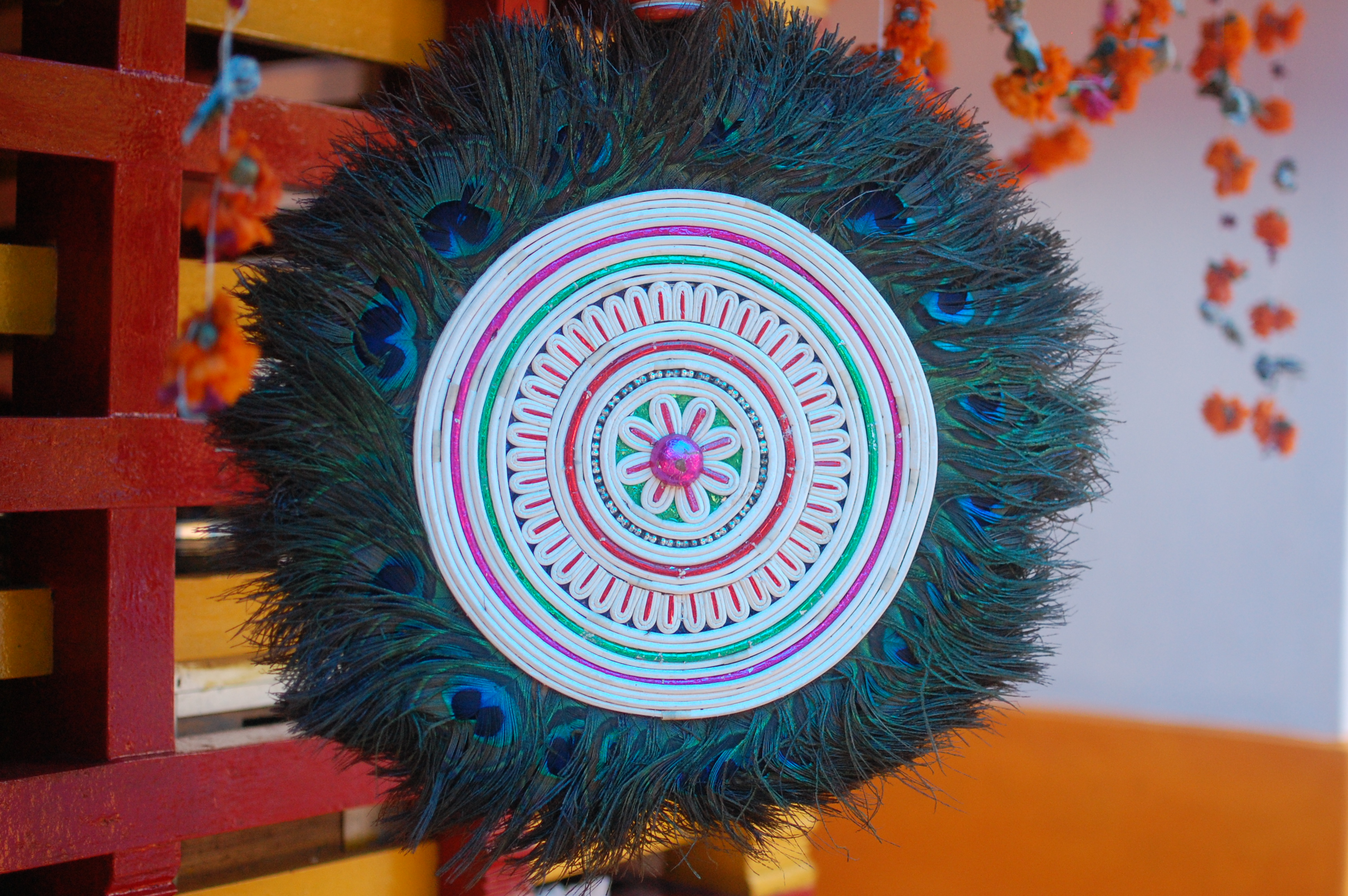
Aalavattam — индийский специальный декоративный щит-украшение, вешается под обе стороны идолов, божеств или мифологических персонажей во время фестивалей и праздников

Щиты имеют большое символическое значение в культуре и мифологии различных народов мира. В ряде мифов щиты играют важную роль. В религии языческих народов особый щит почитался священным знаком божественного покровительства.
- так, в Греции изобретение щита приписывают братьям Прету и Акрисию во время войны между близнецами за власть в Аргосе. Некоторые щиты героям вручали боги, такие щиты имели сверхъестественные свойства. Щит Ахилла был изготовлен Гефестом, и по своему щиту Ахилл, как по карте, мог найти любое место на земле. В мифе о Персее, герой убивает Медузу Горгону, смотря на отражение в полированном медном щите Афины.
- в Древнем Риме был известен Анкил — щит бога Марса, по легенде упавший с неба и излечивший моровую язву. Римляне хранили в святилище сам щит и 11 копий этого щита.

Рисунки на поверхности щита, и другие элементы его оформления у многих первобытных народов играли чрезвычайно важную роль. Особенно известны в этом плане щиты североамериканских индейцев района Великих равнин, которые приписывали этому оформлению важные охранительные и мистические свойства.

### Щит в геральдике
Изображения на вещах (в том числе, на оружии и щитах) известны с древних времён. Эти изображения явились как результат желания выделить себя из массы, придать себе резкое от неё отличие, заметное иногда даже в разгаре битвы. Свидетельства об употреблении таких знаков встречаются уже у античных авторов: Гомера, Вергилия, Плиния и др. Но знаки эти были лишь случайным украшением, менявшимся по произволу лица, принявшего их.
С XII века на щитах появляются символы — зачатки гербов. Во времена крестовых походов рыцарство всей Европы двинулось для освобождения Гроба Господня. Стремление к таким знакам выразилось ещё настоятельнее. Этому способствовало и само вооружение рыцаря, так как железные доспехи, покрывавшие его, мало различались одни от других. Знаки на вооружении, которые были как бы свидетелями подвигов крестоносца, свято сохранялись в память совершенного похода: символические изображения становятся постоянными. Отсюда установление особых правил для их употребления.
Щит является основой всякого герба. В современной геральдике сложились основные формы щита:
- Варяжский — треугольный; раннеготский — треугольный, со скруглёнными верхними краями, вытянутый книзу.
- Итальянский — овальный щит.
- Испанский — квадратный, с выгнутым и закруглённым нижним краем.
- Французский — квадратный, с сердцевидной скобкой снизу
- Немецкий — красивый фигурный щит с глубокими выемками и завитками.
- «Русский» — каплевидный щит.
- Фигурируют также и другие, неканонические формы: ромбический, треугольный, прямоугольный, пятиугольный и пр. фигурные.